# Библиография (журнал)
«Библиогра́фия» (с 2015 года — «Библиография и книговедение») — научный иллюстрированный журнал Российской книжной палаты, старейший из всех профессиональных отечественных журналов по книжному делу. Издаётся в Москве с марта 1929 года. Публикует материалы по истории, теории и методике библиографии, об организации и опыте библиографической деятельности. Включён в список научных журналов ВАК Минобрнауки России с 2007 года.

## История
Журнал начал издаваться в Москве в марте 1929 года под названием «Библиография». С 1930 года носил название «Библиотековедение и библиография», с 1933 года — «Советская библиография».
В 1933—1978 годах представлял собой сборник статей и материалов.
Не выходил в периоды 1938—1939 и 1942—1945 годов.
С 1959 года издается 6 выпусков в год.
С 1992 года называется «Библиография», с 2015 года — «Библиография и книговедение». Параллельно с журналом «Библиография и книговедение» до 2020 г. продолжал выходить журнал с прежним названием "Библиография" с иным (частным) учредителем, причём оба журнала позиционировали себя продолжателями одного и того же издания, подтверждая это текущим валовым номером.

## Современное состояние
В настоящее время выходят печатная и электронная версии журнала.
В последние годы журнал «Библиография» стремится стать платформой для объединения читательских интересов представителей разных отраслей современного книжного дела, а потому расширил тематику публикаций, особое внимание уделяя самым актуальным и злободневным проблемам как информационно-библиографического, так и более общего книговедческого характера. Большое значение и для профессионалов книжного дела, и для широких кругов любителей книги, имеют регулярно публикуемые обзоры книгоиздания и книжного рынка по стране в целом и по её отдельным регионам.
Расширяется круг авторов журнала, появляется всё больше статей зарубежных специалистов. В журнале публикуются рецензии и обзоры отечественных и зарубежных монографий и важнейших публикаций по проблемам книжного дела, социологии чтения, истории книжной культуры, международных книжных связей.

## Указатели содержания
- Советская библиография : систематический указатель содержания (1933—1970) / сост. Л. Н. Алфёрова, Б. Н. Касабова; под ред. А. Ф. Кузнецовой. — М.: Книга, 1972. — 214 с.
- Советская библиография : указатель содержания, 1971—1991 гг. Ссост. Н. О. Александрова, Е. И. Коган, О. А. Булдина. — СПб.: Изд-во БАН, 1994. — 272 с.
- «Библиография» : указатель содержания журнала, 1992—2008. Сост. О. А. Булдина, С. П. Финогенова, М. Г. Бокан и др. — М.: «Бук Чембэр Интернэшнл», 2010. — 448 с. — ISBN 978-5-901202-83-8